# I Wish (canción de Cher Lloyd)
«I Wish» es una canción de la artista británica Cher Lloyd, publicado el 2 de septiembre de 2013, como el primer sencillo de su segundo álbum de estudio Sorry I'm Late. La canción, producida por Shellback, Ilya y OZGO, cuenta con una aparición del rapero T.I.. El sencillo se filtró en Internet el 28 de agosto de 2013. «I Wish» Airplay primera recibida el 31 de agosto de 2013. Lloyd interpretó la canción en su I Wish Tour.

## Video musical
El vídeo musical oficial de "I Wish" fue subido a VEVO el 24 de septiembre de 2013. El video muestra a T.I. y Lloyd en un bar.

## Lista de canciones
Descarga digital
1. "I Wish" (featuring T.I.) – 3:32

CD single (Promocional)
1. "I Wish" (featuring T.I.) – 3:32
2. "I Wish" (instrumental) – 3:32
3. "I Wish" (solo versión) – 3:32
4. "I Wish" (super clean) – 3:32

## Créditos y personal
- Cher Lloyd – vocales
- T.I. – vocales
- Shellback, Ilya y OZGO - producción

## Posicionamiento en listas
| Listas (2013)                               | Mejor posición |
| ------------------------------------------- | -------------- |
| Australia (ARIA)                            | 40             |
| Bélgica (Flandes) (Ultratip Bubbling Under) | 34             |
| Francia (SNEP)                              | 200            |
| Nueva Zelanda (Recorded Music NZ)           | 16             |
| Estados Unidos (Bubbling Under Hot 100)     | 17             |

## Historial de lanzamientos
| País           | Fecha                   | Formato          |
| -------------- | ----------------------- | ---------------- |
| Estados Unidos | 2 de septiembre de 2013 | Descarga digital |
| Reino Unido    | TBA                     | Descarga digital |